# Langenaltheim
Langenaltheim är en kommun och ort i Landkreis Weißenburg-Gunzenhausen i Regierungsbezirk Mittelfranken i förbundslandet Bayern i Tyskland.